# فرع محافظة أوشيما (طوكيو)

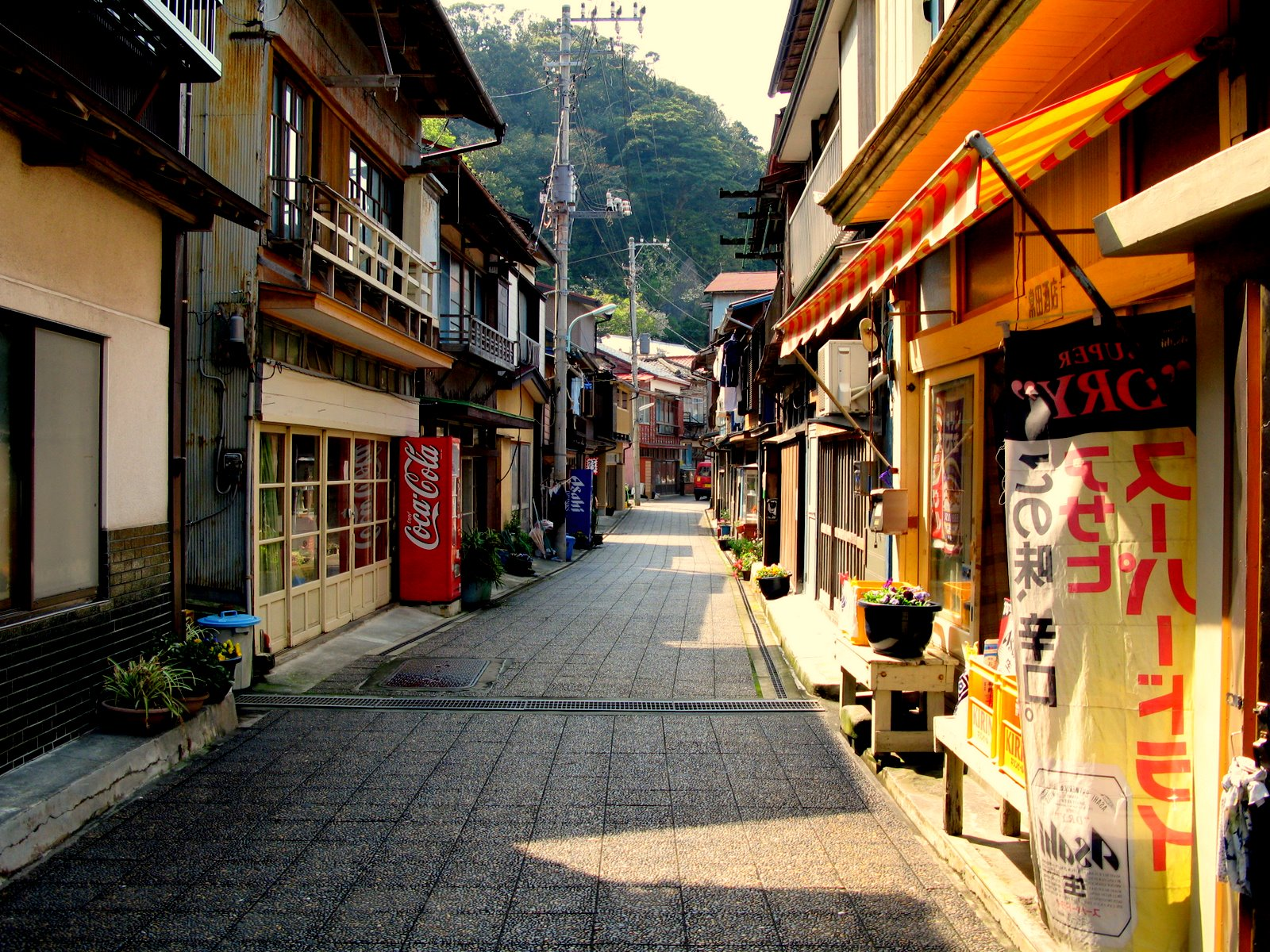

فرع محافظة أوشيما يابانية|大島支庁 أوشيما-شي تشو هو فرع محافظة طوكيو، اليابان. ويمند على جزر تقع في خليج طوكيو وقريباً منه. تضم المدن والقرى التالية في جزر إزو:
- أوشيما (مدينة في جزيرة أوشيما)
- توشيما (قرية في جزيرة توشيما)
- نييجيما (قرية في جزيرة توشيما وشيكينيجيما)
- كوزوشيما (قرية في جزيرة كوزوشيما وزينيسو)

## تاريخ
تأسس مبنى الحكومة المحلية عام 1900 على جزيرة أوشيما. تم افتتاح مكاتب فرعية على الجزر الأخرى عام 1920. حصلت الحكومة المحلية على صفة فرع محافظة عام 1926.

## مواقع خارجية
- الموقع الرسمي باللغة اليابانية نسخة محفوظة 11 أغسطس 2007 على موقع واي باك مشين.